# Жидик, Алексей Васильевич
Алексе́й Васи́льевич Жи́дик (1887, с. Берестовец Борзнянского уезда Черниговской губернии, ныне — Борзнянский район Черниговской области Украины, — дата смерти неизвестна) — герой Первой мировой войны, кавалерист. За храбрость и отличия в сражениях был награждён пятью Георгиевскими крестами и четырьмя Георгиевскими медалями.

## Биография
Уроженец Черниговской губернии, — из крестьян села Берестовец (по другим данным —  села Хвостовец (Хвастовцы)) Борзнянского уезда.
В 1909 году призван на действительную военную службу. Службу начал кавалеристом Киевского 9-го гусарского полка. В 1912 году был награждён юбилейной медалью «В память 100-летия Отечественной войны 1812 года».
После окончания срочной службы, в 1914 году остался на сверхсрочную; вахмистр.
Активный участник Первой мировой войны. В чине подпрапорщика командовал 4-м взводом 2-го эскадрона 9-го Киевского гусарского полка. 
За храбрость был награждён Георгиевским крестом IV степени за № 59718:
За то, что личным мужеством служил примером другим.
За отличия в боях, от Имени Государя Императора, из числа крестов, привезенных и розданных Свиты Его Величества графом А. Н. Граббе, был  награждён вторым Георгиевским крестом IV степени за № 115104:
За подвиги мужества, доблести и храбрости, оказанные в боях с австрийцами.
В 1915 году был награждён Георгиевским крестом III степени за  № 61258.
3 июля 1915 года отличился в бою и был награждён Георгиевским крестом II степени за № 9652:
За отличие в бою 3 июля 1915 года, когда вызвавшись охотником, совершил опасное предприятие.
В 1916 году был награждён Георгиевским крестом I степени за № 14035:
За отличие в конной атаке 2 июня 1916 года у д. Котузув, где, командуя взводом, примером личной храбрости и мужества, увлекая за собой гусар, выбил противника из окопов и, преследуя его, содействовал успеху боя.
За храбрость был награждён также Георгиевскими медалями всех 4-х степеней, в том числе I степени за № 971.